# Sebuasi
Sebuasi is een bestuurslaag in het regentschap Nias Selatan van de provincie Noord-Sumatra, Indonesië. Sebuasi telt 364 inwoners (volkstelling 2010).